# 海藤勇
海藤 勇（かいとう いさむ、1916年（大正5年）3月18日 - 1984年（昭和59年）2月17日は、日本の内科学者。専門は、消化器病学、特に肝臓疾患。医学博士。

## 経歴
長崎県長崎市生まれ。 1941年、東北帝国大学医学部卒業後、同医学部内科教室（教授　黒川利雄）に入局。1962年、東北大学医学部同内科助教授。1966年、岩手医科大学教授。1981年、同大学付属病院長・理事。がん予防対策に貢献した。医学博士（東北帝国大学）、論文「糖尿病に於ける肝臓機能について」。正五位、勲三等瑞宝章。1984年逝去、享年67。

## 参考資料
- 海藤勇教授業績集、岩手医科大学第一内科教室、1986